# José Ramón de la Fuente
José Ramón de la Fuente Morató (Castell-Platja d'Aro, 22 december 1970) is een Spaans voormalig voetballer en huidig voetbaltrainer die uitkwam als doelman. Hij is sinds 2012 keepertrainer bij FC Barcelona.

## Loopbaan als speler
De la Fuente begon zijn profloopbaan in 1993 bij Palamós CF. In het seizoen 1994/1995 speelde de doelman voor het tweede elftal van FC Barcelona. Later stond De la Fuente onder contract bij CD Toledo (1995-1999, 2000-2002), Córdoba CF (1999-2000), Gimnàstic Tarragona (2002-2003), CE Sabadell (2003-2004), Girona FC (2004-2005) en Écija Balompié (2005-2006).

## Loopbaan als trainer
De la Fuente werd in 2008 keeperstrainer bij Hércules CF. In 2012 maakte hij de overstap naar FC Barcelona, waar hij Juan Carlos Unzué opvolgde. Sindsdien bleef hij bij de club onder elke manager.
1 Ter Stegen ·
2 Cubarsí ·
3 Baldé ·
4 R. Araújo ·
5 I. Martínez ·
6 Gavi ·
7 Torres ·
8 Pedri ·
9 Lewandowski ·
10 Fati ·
11 Raphinha  ·
13 Peña ·
14 Torre ·
15 Christensen ·
16 Fermín ·
17 Casadó ·
18 Víctor ·
19 Lamine Yamal ·
20 Olmo ·
21 F. De Jong ·
23 Koundé ·
24 García ·
25 Szczęsny ·
26 Astralaga ·
28 Bernal ·
29 Valle ·
32 Fort ·
35 Martín ·
36 Domínguez ·
Coach: Flick
· Assistent-coach: Sorg
· Assistent-coach: Tapalović
· Assistent-coach: Westermann
· Assistent-coach: Blanco
· Keeperstrainer: De La Fuente